# Watzmann

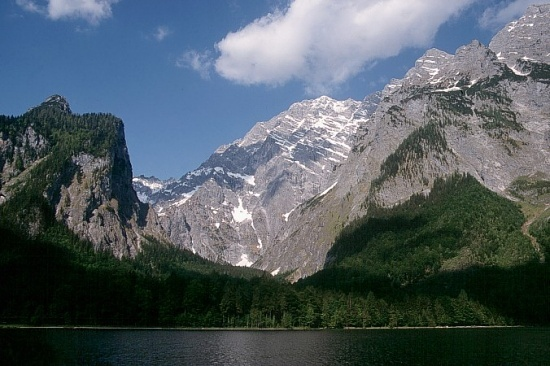
Oostwand van de Watzmann

De Watzmann, geschilderd door Caspar David Friedrich, 1824-1825 (Berlijn)

De Watzmann is het centrale bergmassief van de Berchtesgadener Alpen, in de Noordelijke Kalkalpen. Het bergmassief ligt in het zuidoosten van Opper-Beieren in Duitsland, in het district Berchtesgadener Land. Het hoogste punt van de Watzmann is de 2713 meter hoge middelste top Großer Watzmann, vanuit Berchtesgaden gezien de rechtertop van het Watzmannmassief. Links bevindt zich de 2307 meter hoge Kleiner Watzmann of Watzmannfrau, met daartussen de Watzmannkinder.
De Watzmann is na de toppen van de Hochkönig in de Oostenrijkse deelstaat Salzburg de hoogste top van de Berchtesgadener Alpen. Lange tijd werd gedacht dat de Watzmann na de Zugspitze de hoogste top van Duitsland vormde. Afhankelijk van de gebruikte definitie voor berg zijn de toppen van de Schneefernerkopf (2875 m) en de Hochwanner (2746 m) in het Wettersteingebergte hoger dan de Watzmann. Nu wordt gesteld dat de Watzmann de op drie na hoogste bergtop en het op twee na hoogste bergmassief van Duitsland vormt (aangezien de Schneefernerkopf met de Zugspitze één bergmassief vormt).

## Bergtoppen
De 2713 meter hoge Watzmann-Mittelspitze is via de Watzmanngrat op de Südspitze (vroeger ook: Schönfeldspitze; 2712 m) en de Hocheck (2651 m) aangesloten. Naast de drie hoofdtoppen zijn er nog tal van andere, kleinere toppen, waarvan de Watzmannfrau de belangrijkste is. Tussen de Großer en de Kleiner Watzmann bevinden zich de Watzmannkinder, waarvan er vijf als zelfstandige top zijn betiteld: 1. Kind (2247 m), 2. Kind (2230 m), 3. Kind (2165 m), 4. Kind (2270 m), ook wel Watzmann-Jungfrau, 5. Kind (2225 m). Van minder belang zijn de Mooslahnerkopf (1815 m), de Falzköpfl (1915 m), de Grünstein (1304 m), de Grießspitze (2257 m), de Hirschwiese (2114 m) en de Großer Hachelkopf (2066 m).

## Watzmannlegende
Het bergmassief wordt vaak op foto's en prenten afgebeeld vanuit het noorden, waardoor van links naar rechts de Watzmannfrau, de Watzmannkinder en de Großer Watzmann, als een familie op een rijtje staan. Volgens de legende werd het land rondom Berchtesgaden vroeger beheerst door de wrede koning Watz, die samen met zijn vrouw en kinderen het land schrik aanjoeg. Toen hij een boerenfamilie met zijn paard onder de voet liep, vervloekte de boerin, dat God hem en zijn familie in steen zou veranderen. Daarna zou de aarde zich hebben geopend, vuur gespuwd en zou de koning en zijn familie in steen zijn veranderd. In vele legendes wordt ook nog verteld, dat de nabijgelegen meren Königssee en Obersee zouden zijn ontstaan door het samengestroomde bloed van de koninklijke familie.